# Bernstadt auf dem Eigen
Bernstadt auf dem Eigen es un municipio situado en el distrito de Görlitz, en el estado federado de Sajonia (Alemania), a una altitud de 230 metros. Su población a finales de 2016 era de unos 3400 habs. y su densidad poblacional, 65 hab/km².